# Ronzo-Chienis
Ronzo-Chienis är en ort och kommun i provinsen Trento i regionen Trentino-Sydtyrolen i Italien. Kommunen hade 996 invånare (2018).